# Namco Museum Advance
Namco Museum Advance is een videospel dat werd ontwikkeld door Mass Media en werd uitgegeven door Namco Hometek. Het spel kwma in 2001 uit voor de Game Boy Advance. In 2011 volgde ook een release voor de Wii U. Het spel is een compilatiespel met vijf computerspellen van Namco uit eind jaren zeventig en begin jaren tachtig.
Het omvat de volgende spellen:
- Dig Dug (1982)
- Galaga (1981)
- Galaxian (1979)
- Ms. Pac-Man (1981)
- Pole Position (1982)

## Platforms
| Jaar | Platform                |
| ---- | ----------------------- |
| 2001 | Game Boy Advance        |
| 2011 | Virtual Console (Wii U) |

## Ontvangst
| Beoordeeld door                      | Jaar | Platform         | Score |
| ------------------------------------ | ---- | ---------------- | ----- |
| GamePro (US)                         | 2001 | Game Boy Advance | 100%  |
| GamerDad                             | 2003 | Game Boy Advance | 90%   |
| Gamezilla                            | 2001 | Game Boy Advance | 85%   |
| IGN                                  | 2001 | Game Boy Advance | 85%   |
| GameSpot                             | 2002 | Game Boy Advance | 72%   |
| Gamereactor (Denmark)                | 2002 | Game Boy Advance | 60%   |
| NintendoWorldReport                  | 2001 | Game Boy Advance | 55%   |
| Pocket Magazine / Pockett Videogames | 2001 | Game Boy Advance | 40%   |
| Computer and Video Games (CVG)       | 2002 | Game Boy Advance | 20%   |
| Jeuxvideo.com                        | 2001 | Game Boy Advance | 20%   |